# Église-mémorial Saint-Georges d'Ypres
L’église-mémorial Saint-Georges (en anglais Saint George's Memorial Church) est un édifice religieux anglican sis à Ypres en Belgique. Construite en 1927 pour commémorer plus de 500 000 soldats britanniques et du Commonwealth, qui perdirent la vie lors des trois batailles pour le contrôle du ‘Saillant d’Ypres’ lors de la Première Guerre mondiale, l’église, qui est paroisse anglicane, est classée au patrimoine immobilier de Belgique.

## Histoire
L'église du souvenir britannique fut édifiée à l’appel de la « Ligue d'Ypres » et de son président le maréchal John French, comte d'Ypres, considéré comme le vainqueur des batailles d'Ypres. La parcelle de terrain fut offerte par la ville d’Ypres et la première pierre fut posée par le maréchal Herbert Plumer, le 24 juillet 1927.  L’architecte en est Reginald Blomfield, également maître d'œuvre de la Porte de Menin. L’église est consacrée par l’évêque anglican de Fulham, le 24 mars 1929. Une école y ouvre ses portes le 9 avril 1929.

## Caractéristiques
Drapeaux, bannières, vitraux, objets religieux, sièges et tout ce qui fait l’ornementation intérieure de l’église - jusques et y compris les coussins sur les sièges – furent offerts par les familles de ceux qui sont morts sur le champ de bataille d'Ypres, par leurs régiments ou, aussi, par les collèges et institutions académiques où ils firent leurs études. De nombreuses plaques de bronze le rappellent. 
L'église-mémorial fait partie du diocèse anglican de Gibraltar (dit Diocèse de Gibraltar en Europe) et est également considérée comme monument national belge. Un prêtre anglican s'y trouve à résidence et des services religieux sont organisés tous les dimanches. En semaine, l’église est ouverte aux « pèlerins de la Première Guerre mondiale » tous les jours de 9 h 30 jusqu'au soir.

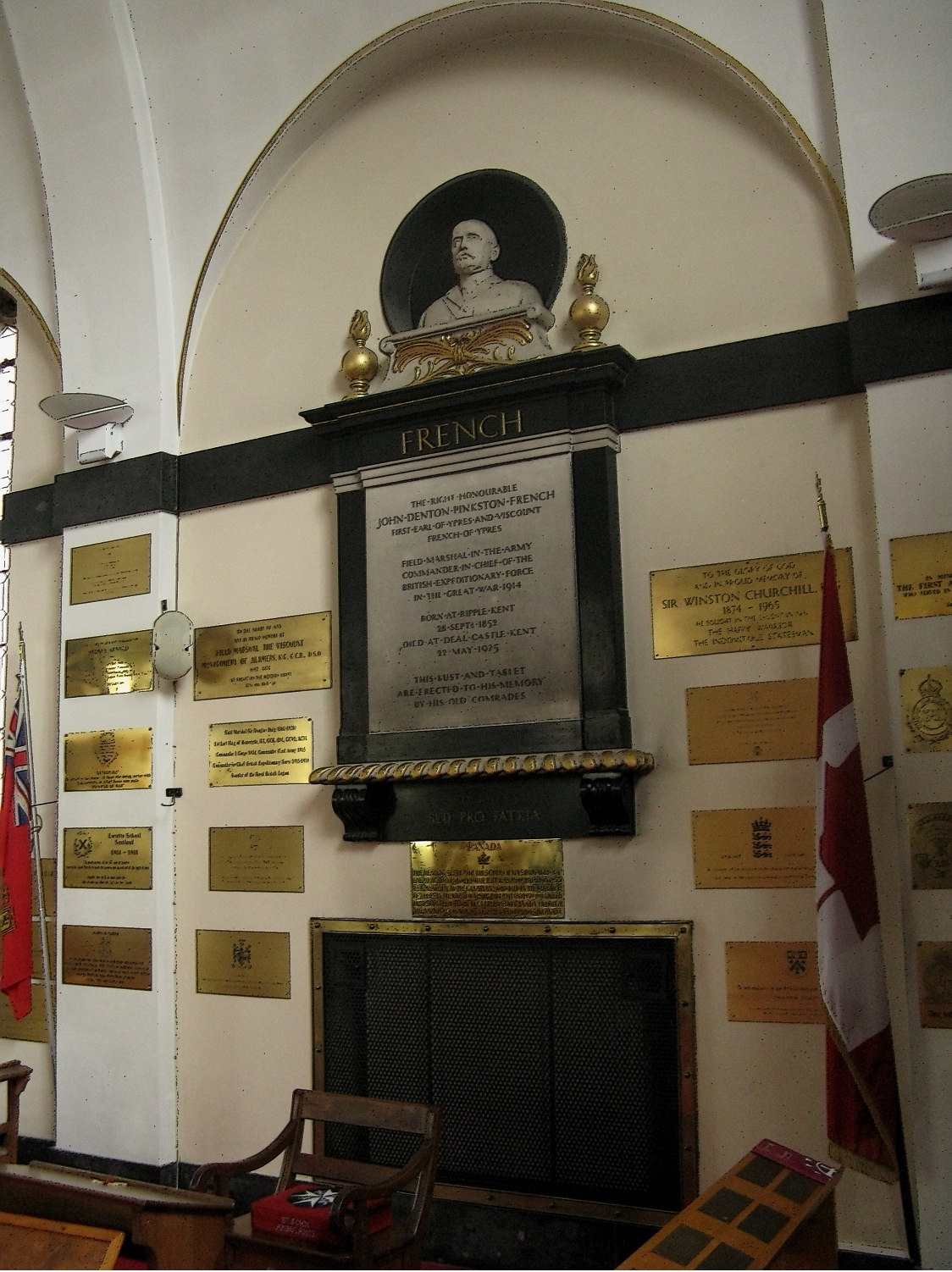
Monument au maréchal John French, à l'intérieur de l'église.
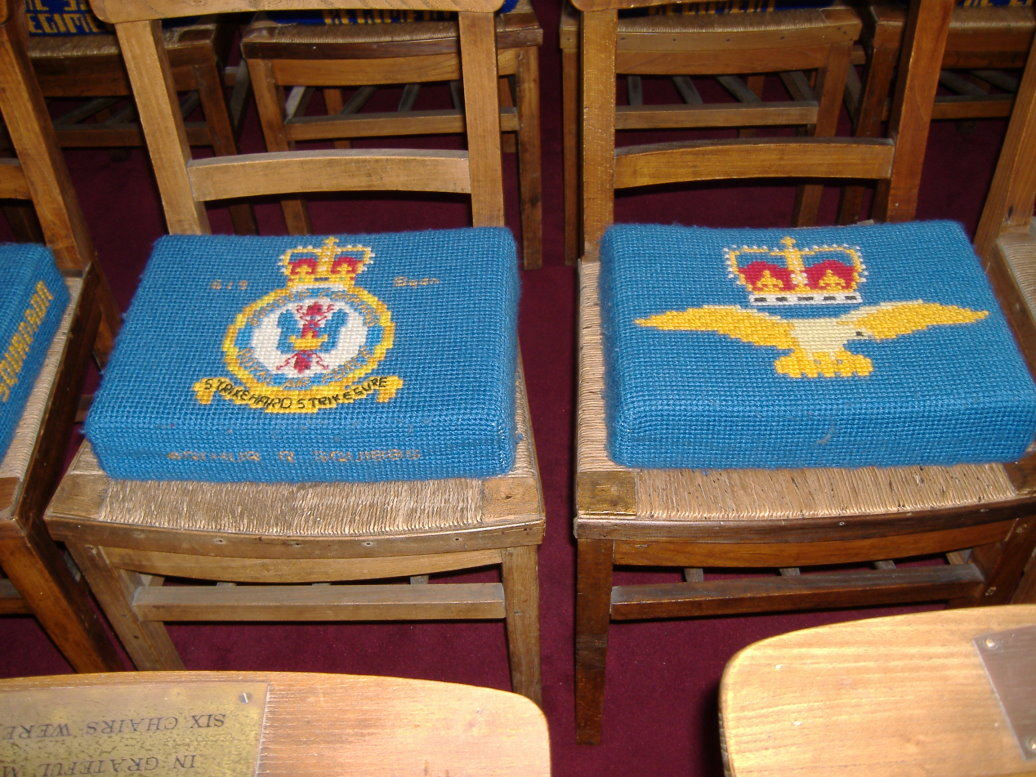
Même les coussins sur les sièges...